# Исхакии («черногорцы»)
Исхакия (уйг. ئىسھاقىييا, исһақиййа) или черногорцы (уйг. قاراتاغلىقلار, қаратағлиқлар) — суфийское братство, существовавшие на территории Восточного Туркестана и имевшее значительное политическое и религиозное влияние в Кашгарии с конца XVI и до середины XVIII века, а также играло одну из ведущих ролей в национально-освободительном движении уйгуров с середины XVII века и до конца первой половины XIX века.

## История

### Основание потомков Махдума Азама в Кашгарии
Основателем клана ходжей является Махдуми Азам Ахмад Касани — член суфийского ордена Накшбадия из Самарканда, потомки которого обосновались в Кашгаре и начиная с конца XVI века были сильно вовлечены в политические дела Могульского Ханства. Начиная с правления Мухаммад-хана начинает вырастать влияние Исхак Ходжи, мюридом которого являлся могульский хан и через его поддержку открыл огромное количество суфийских святынь по всему Таримскому бассейну.

### Прибытие Исхак Ходжи вЯркендское ханство
Исхак Ходжа прибыл в Кашгарию примерно в 1580-м году с миссией обратить в ислам "неверных" кочевников и монголов-буддистов регионов Комула и Джунгарии. Несмотря на недоверительное отношение со стороны хана Яркендского ханства Абл ал-Карим хана, Исхак Ходже удалось добиться поддержки нескольких султанов и эмиров Кашгара, Хотана, Аксу и Турфана, в доказательство чего может служить документ в котором указывается то что местные эмиры, кадии и чиновники выдали Исхак Ходже право назначить своего родственника по пост главы мечети близ Кучи где он сам владел земельной собственностью.
Учение Исхак Ходжи заключалось в поклонении мусульманским святым через паломничества к святым местам (мазарам) такими как мазар Сатук Богра хана в Артуше или мазар Алтунлук в Яркенде где находиться кладбище могульских ханов и их духовных наставников начиная с Султан Саид хана.

### Участие черногорцев в политических делах яркендского двора
Исхак Ходжа умер в октябре 1599 года, в Кашгарии ему наследовал его третий сын Шади Ходжа который стоял на пороге периода возвышения суфийского ордена и начала интервенции черногорцев в политические дела ханства. Шади Ходжа поддерживал вступление на трон Абд ал-Латиф хана, вынудив нескольких верных ему высоких чинов Яркенда на противостояние оппонентам будущего хана. Действия Шади усугубили напряженную ситуацию в Могульском ханстве. Соперничество за власть и попытки узурпации заставляли суфиев осторожно маневрировать дабы сохранить влияние среди высших религиозных авторитетов. Если Шади Ходже удалось на какое-то время сохранить свой политико-религиозный статус, а также господство черногорцев над частью элиты, но постепенно Исхакия начала утрачивать народную поддержку.

### Соперничество сбелогорцами
Юсуф Ходжа прибыл в Кашгарию в 1620-м году, и его появление положило начало соперничества его сторонников с черногорцами, что в итоге вынудило первого уйти в Комул где он и стал позже вести проповеди дабы набирать себе последователей в свой орден параллельно с этим заручившись поддержкой со стороны кашгарского правителя Йулбарс-хана, сына тогдашнего правителя Могулистана Абдаллах-хана, который в свою очередь поддерживал черногорцев. Юсуф Ходжа умер в 1653 году и в его смерти подозревали участие членов ордена Исхакия. Юсуф Ходже наследовал его сын Аппак Ходжа.
Влияние белогорцев вырастает со свержением Абдаллах-хана в 1668 году и со вступлением на трон Йулбарс-хана, мюрида Аппак Ходжи. В 1670  Йулбарс-хана убивают и ханом становиться Исмаил-хан, который изгоняет Аппак Ходжу и его последователей. В изгнании Аппак Ходжа доходит до Тибета где ему удаётся добиться поддержки со стороны Далай Ламы V и джунгарского правителя Галдана.
В 1679 году джунгары захватывают Кумул и Турфан, а в 1694 году Аппак Ходжа вместе с последователями белогорцев и джунгарами Галдана захватывают Яркенд и Кашгар. Исмаил-хана изгоняют в Кульджу — сердце Джунгарии, а Аппак Ходжа в обмен за оплату ежегодной дани джунграм в размере 100 000 танга, становиться правителем Кашгарии.

### Правление ходжей в Кашгарии или "исханат Аппак Ходжи"
В отличие от ханства и халифата, государство Аппак Ходжи может быть названо "исханатом" что является по своей сути политико-религиозным режимом управляемым суфийским святым (исхан) согласно институтам, практикам и идеологии центрально-азиатских суфиев Накшбандия. Следуя этим институтам, Аппак Ходжа управлял своим исханатом из своей центральной ложи в Яркенде, пока его сын Яхья Ходжа находился в святом комплексе (тавафгах) в Кашгаре.
Аппак Ходжа умер в марте 1694 года и был похоронен в семейном кладбище в Кашгаре. Согласно устным сказаниям Яхья Ходжа наследовал своему отцу, но другой его сын Махди Ходжа рожденный от второй жены Аппак Ходжи которая происходила из ханской семьи туглуктимуридов, также претендовал на трон. Позже случилось убийство Яхья Ходжи вызванный возвращением на политическую схему яркендских ханов. В начале туглуктимуриды пользовались поддержкой киргизских племён и черногорцев, однако бывшие правители не смогли вернуть страну в свои руки. Власть перешла в руки правления черногорскому шейху Даньял Ходже пока молодые наследники Аппак Ходжи — Махди и его брат Хасан были сосланы в изгнание в Индию, что можно будет рассматривать как конец исханата.

### Правление черногорцев в Кашгарии и конец ордена
В 1713 году Даньял Ходжа был депортирован в Джунгарии вместе с белогорским Ахмад Ходжой так как после смерти Галдана в 1697 году они оба представляли угрозу правлению джунгар в Кашгарии. Однако в 1720-м году Даньял Ходжа был восстановлен в качестве правителя Кашгарии в обмен на плату трибута джунгарам. Даньял Ходже позже наследовал его старший сын Якуб Ходжа, чьи четверо братьев управляли городами Алтишахара, один из них Юсуф Ходжа был практически посредником в политических отношениях городов Таримского бассейна и джунгарских правителей. Пока черногорцы пытались восстановить исханат к его прежним кондициям, белогорские ходжы во главе Хасан Ходжи набирали себе последователей в Центральной Азии. В 1725 году Хасан Ходжа получив материальную и политическую помощь со стороны Бухарского ханства возглавил джихад против джунгаров заручившись также поддержкой черногоского ходжи Юсуфа, однако позже Хасан Ходжа умер, и вероятно он был отравлен черногорцами.
Перед тем как в Кашгарию пришла Империя Цин, городами Могулистана всё ещё управляли ходжи из ордена "Исхакия", несмотря на то что территория страны была поделена на провинции где правили отдельные шейхи и их наследники. Такое положение сохранялось до 1755 года. В купе с территориальной раздробенностью, черногорцы также потеряли и легетимностью власти вместе с поддержкой населения что открыло окно для возращения белогорцев. В Или восстали сыновья Ходжи Ахмада — Бурхан ал-Дин и Джахан Ходжа, которые со временем захватят Кашгар и Яркенд , тем самым положив конец правлению черногорцев. Позже и самих белогорских ходжей свергнут маньчжурские захватчики. Некоторые члены ордена Афакия сбегут в другие мусульманские страны, в частности Кокандское ханство, откуда они и будут продолжать вести борьбу за независимость с Империей Цин став главной политической силой уйгуров Кашгарии.

## Известные черногорцы
1. Исхак Ходжа
2. Шади Ходжа
3. Ходжа Шахбаз
4. Ходжа Кутб ал-Дин I
5. Ходжа Убайдуллах I
6. Ходжа Мухаммад Абдуллах
7. Ходжа Шуяб
8. Ходжа Даньял
9. Ходжа Якуб
10. Ходжа Аюб
11. Ходжа Юсуф
12. Ходжа Хамуш
13. Ходжа Убайдуллах II
14. Ходжа Садик
15. Ходжа Мухаммад
16. Ходжа Абдуллах
17. Ходжа Мумин
18. Ходжа Кутб ал-Дин II
19. Ходжа Бурхан ал-Дин (Ерке)
20. Ходжа Шамс ал-Дин
21. Ходжа Яхья
22. Ходжа Ахмад
23. Ходжа Абид[2]